# Classe Blas de Lezo
La classe Blas de Lezo, anche detta classe Méndez Nuñez, fu una classe di incrociatori leggeri della marina militare spagnola, composta da due unità entrate in servizio tra il 1924 e il 1925.
Una delle due unità, il Blas de Lezo, ebbe una vita breve e poco significativa, finendo affondato per l'urto con uno scoglio nel 1932; l'altra, il Méndez Nuñez, prese parte alla guerra civile spagnola combattendo nelle file dei repubblicani, e riammodernato e ricostruito come incrociatore antiaereo nel 1946 rimase in servizio con la Marina spagnola fino al 1963.

## Il progetto
La realizzazione della nuova classe di incrociatori venne decisa con la "legge Miranda" (dal nome dell'allora ministro della marina spagnolo, Augusto Miranda y Godoy) del 1915, nell'ambito di un vasto piano di costruzioni navali volte a ripianare le pesanti perdite patite nella precedente guerra ispano-americana; la carenza di materie prime data dallo scoppio della prima guerra mondiale rallentò notevolmente l'avvio dei lavori e le due unità, impostate nel 1917, non entrarono in servizio che nel 1924-1925, a dieci anni dalla loro ordinazione.
Cosa comune nelle navi spagnole realizzate nello stesso periodo, il progetto dei Blas de Lezo riprendeva quello di una similare classe navale britannica loro contemporanea, in questo caso la classe C di incrociatori leggeri della Royal Navy. Alla costruzione le navi erano lunghe fuori tutto 140,8 metri, larghe nel punto massimo 14,02 e con un pescaggio di 4,72; il dislocamento standard era di 4.780 t, cifra che saliva a 6.045 t a pieno carico. La propulsione era garantita da quattro turbine a vapore tipo Parsons alimentate da dodici caldaie della Yarrow Shipbuilders, sei nella sala macchine anteriore alimentate a petrolio e sei nella sala macchine posteriore alimentate a carbone; la potenza di progetto era di 45.000 hp, con una velocità massima di poco più di 29 nodi.

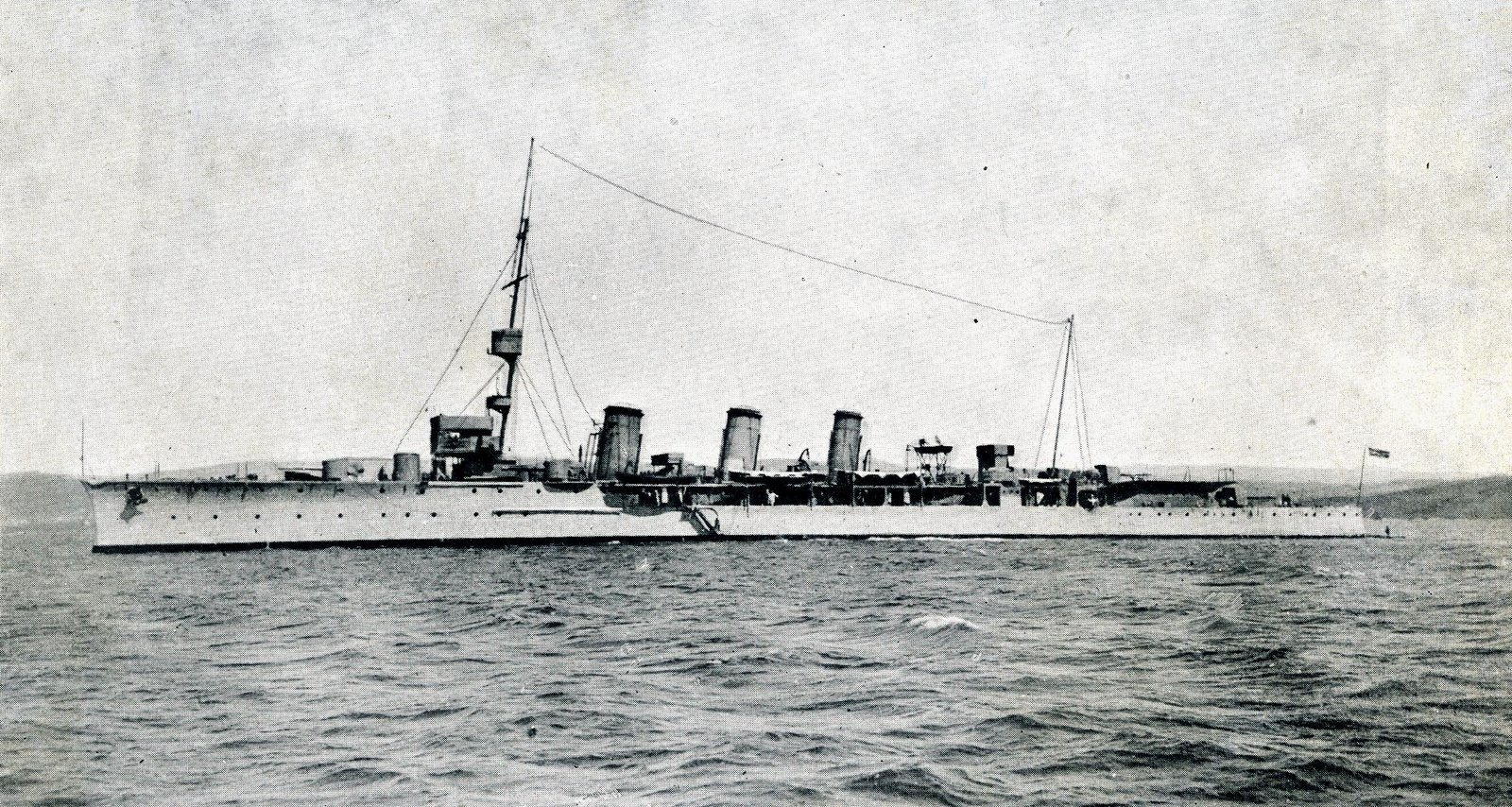
Il Blas de Lezo durante una delle sue prime uscite in mare, nel 1923

L'armamento principale alla costruzione verteva su sei cannoni da 152 mm della Vickers (modello Mark V), montati in postazione singole scudate (una a prua, quattro a mezzanave due per lato, una a poppa); l'armamento secondario consisteva in quattro cannoni singoli della Vickers da 47 mm con funzioni antiaeree e quattro mitragliatrici, oltre a un pezzo da sbarco da 76 mm. L'armamento silurante consisteva in quattro impianti tripli di tubi lanciasiluri da 533 mm. La corazzatura era leggera, con una cintura blindata intorno allo scafo spessa tra i 75 e i 50 mm e un ponte corazzato di 25 mm di spessore.
Le unità risentirono del lungo periodo di costruzione, entrando in servizio quando ormai il loro progetto risultava obsoleto. I principali punti deboli erano dati dalla propulsione, con le macchine miste carbone-petrolio che causavano diversi inconvenienti e sviluppavano una velocità non troppo elevata, e dall'armamento principale, con cannoni di calibro troppo piccolo per nuocere a unità di maggiori dimensioni e da una non elevata gittata di 12.000 m data da un insufficiente apparato di controllo del fuoco; l'armamento antiaereo, adeguato al periodo della loro entrata in servizio, si rivelò progressivamente sempre più carente dati i rapidi progressi dell'aviazione militare.
Dopo la guerra civile il Mendez Nuñez, ormai completamente obsoleto, fu sottoposto a estesi lavori di ricostruzione e ammodernamento tra il 1943 e il 1946 per trasformarlo in un incrociatore antiaereo: lo scafo fu ridisegnato e la nave fu dotata di una prua più arcuata, facendo salire il dislocamento a pieno carico fino a 6.330 t; le sei caldaie a carbone furono rimpiazzate da altrettante alimentate a petrolio e le sale macchine riviste, diminuendo da tre a due i fumaioli; le sovrastrutture furono estesamente ridisegnate e la torre di comando resa più massiccia. L'armamento principale fu completamente rimpiazzato da otto cannoni da 120 mm a doppio uso antinave-antiaereo, montati in quattro torri binate (due a prua sovrapposte e due a poppa sovrapposte); l'armamento secondario fu modificato in otto mitragliere tedesche da 37 mm (quattro impianti binati) e sedici mitragliere da 20 mm (quattro impianti quadrupli), mentre i tubi lanciasiluri da 533 mm furono ridotti a sei in due impianti tripli; vennero aggiunte anche delle armi anti-sommergibile, due mortai e un lanciatore per bombe di profondità. L'apparato di controllo del tiro venne modernizzato e, dal 1950, fu aggiunto un radar di scoperta aerea.

## Unità
Tutte le unità furono costruite nei cantieri della Sociedad Española de Construcción Naval, una sussidiaria della Vickers-Armstrongs britannica, di Ferrol; inizialmente impostata come Blas de Lezo, la prima unità della classe fu rinominata Méndez Nuñez alcuni mesi prima del varo, scambiandosi di nome con la gemella ancora in costruzione (da cui la dizione "classe Méndez Nuñez" parimenti usata per indicare la classe).
| Nome         | Impostazione      | Varo           | Entrata in servizio | Destino finale                                                                  |
| ------------ | ----------------- | -------------- | ------------------- | ------------------------------------------------------------------------------- |
| Méndez Nuñez | 9 aprile 1917     | 27 luglio 1922 | 30 agosto 1924      | radiato per obsolescenza nel febbraio del 1963 e avviato alla demolizione       |
| Blas de Lezo | 28 settembre 1917 | 3 marzo 1923   | 13 maggio 1925      | affondato l'11 luglio 1932 per l'urto con uno scoglio al largo di Cabo Fisterra |